# I-League 3rd Division
La I-League 3nd Division è il quarto livello del campionato indiano di calcio maschile.

## Storia
Il 13 giugno 2023, il comitato della lega AIFF ha annunciato l'introduzione di una nuova lega sotto la I-League 2nd Division, dove giocheranno i campioni delle leghe statali. Le federazioni statali devono nominare una squadra prima del 31 luglio. L'AIFF vuole creare una piramide competitiva con un percorso di progressione concreto, volto a dare anche ai club più piccoli l'opportunità di essere promossi nelle divisioni superiori.

## Albo d'oro
| Stagione  | Squadra vincitrice | Seconda classificata | Terza classificata |
| --------- | ------------------ | -------------------- | ------------------ |
| 2023-2024 | Goa                | Dempo                | Sporting Bengaluru |
| 2024-2025 | Diamond Harbour    | Chanmari             | SAT                |

### Vittorie per squadra
| Vittorie | Squadra         | Anno      |
| -------- | --------------- | --------- |
| 1        | Goa             | 2023-2024 |
| 1        | Diamond Harbour | 2024-2025 |

### Capocannonieri
| Stagione  | Giocatore          | Squadra            | Reti |
| --------- | ------------------ | ------------------ | ---- |
| 2023-2024 | Arif Shaikh        | Sporting Bengaluru | 5    |
| 2024-2025 | Naro Hari Shrestha | Diamond Harbour    | 8    |